# الیک لیندزی
الیک لیندزی (به انگلیسی: Alec Lindsay) بازیکن فوتبال زادهٔ ۲۷ فوریه ۱۹۴۸ اهل کشور انگلستان که سابقهٔ بازی در تیم ملی فوتبال انگلستان را در کارنامهٔ خود دارد. وی در تاریخ ۲۲ مه ۱۹۷۴ نخستین بازی ملی خود را در مقابل تیم ملی فوتبال آرژانتین انجام داد و با حضور در ۴ بازی ملی، در تاریخ ۵ ژوئن ۱۹۷۴ واپسین بازی ملی‌اش را در برابر تیم ملی فوتبال یوگسلاوی برگزار کرد.